# Paratoxotus fairmairei
Paratoxotus fairmairei är en skalbaggsart som beskrevs av Boppe 1921. Paratoxotus fairmairei ingår i släktet Paratoxotus och familjen långhorningar.
Artens utbredningsområde är Madagaskar. Inga underarter finns listade i Catalogue of Life.